# Anders Scharp
Johan Anders Fredrik Scharp, född 8 juni 1934 i Stockholm, är en svensk civilingenjör och industriman.

## Biografi
Scharp blev civilingenjör vid KTH 1960, och anställdes vid AB Elektrohelios 1960, blev produktionsdirektör på Electrolux 1969, vice VD där 1974, VD 1982, koncernchef 1986-1994 och styrelseordförande 1991. Han var styrelseordförande i Saab-Scania 1990-1995, i SKF 1992, Incentive AB 1992, SAAB AB 1995, Scania 1995, Atlas Copco 1996 (ledamot 1992), SAF 1996 (ledamot 1987); styrelseledamot i Email Ltd (Australien) 1986, Investor 1988 (vice ordförande 1992), Sveriges Industriförbund 1992 ledamot av Sveriges Mekanförbund.   
Han har varit ordförande i Alectas Överstyrelse, AB Ph. Nederman & Co samt ledamot av Kungliga Ingenjörsvetenskapsakademien.